# Guojia Zhen
Guojia Zhen (kinesiska: 郭家镇, 郭家) är en köping i Kina. Den ligger i provinsen Liaoning, i den nordöstra delen av landet, omkring 280 kilometer sydväst om provinshuvudstaden Shenyang.
Genomsnittlig årsnederbörd är 766 millimeter. Den regnigaste månaden är juli, med i genomsnitt 183 mm nederbörd, och den torraste är februari, med 5 mm nederbörd.